# パンタクル
- スーパーアドベンチャーゲーム > パンタクル
- アドベンチャーゲームノベル > パンタクル

パンタクルは、1989年に東京創元社から刊行されたゲームブック。作者は鈴木直人。本項では続編についても取り扱う。

## シリーズ概要
鈴木直人が以前に手がけた『ドルアーガの塔』の登場人物メスロンを主役に据えたスピンオフ作品である。シリーズと言っても各巻の内容は独立しており、システムや作風はそれぞれに異なる。『パンタクル2』のクリアデータは次巻に一部持ち越せる予定だったが、『パンタクル3』は未刊のままである。
表題になっているパンタクル（万能章）とは、メスロンが魔法の行使に必要とする印章である。蜜蝋製の六芒星を刻んだ円盤であり、彼はこれを左の手袋の甲に取り付けている（本編中で他の魔法使いがパンタクルを使う際は、首から下げている描写が多い）。

## メスロンについて
ドルアーガの塔
第1巻『悪魔に魅せられし者』では名前のみの登場で、塔内の数か所に探索の手がかりを残していた。また、魔道士フュリーによって「東方に住む天才魔術師」と語られている。
第2巻『魔宮の勇者たち』で主人公ギルガメス（ギル）の前に現れた彼は14 - 15歳ほどの少年であり、とがった耳・逆立てた緑色の髪・顔に施した戦化粧など、派手なパンク・ファッションをしていた。東方出身のメスロンは漢字で表記される呪文を用いるが、これは複雑すぎて異国人には教えることはできない。その代わり、ゲーム中で使用されるラテン文字表記の呪文をギルに伝授してくれるが、彼自身もまだこの国の魔法には詳しくないという。メスロンはその後、ギルや盗賊王タウルスと共に冒険することになるが、ギルとは終盤で別行動を取らざるを得なくなる。
第3巻『魔界の滅亡』では記憶喪失になっている。タウルスによれば、悪魔ドルアーガに単身挑んで返り討ちに遭い、頭部を負傷したためであるという。しかし最後には快復し、塔の崩壊からギルとその恋人カイを救出した。
登場アイテム「メタセコイアの葉」がギルにとってはただの木の葉なのに対し、メスロンやドワーフであるタウルスには強力な治癒効果が現れていることから、人間以外の種族の血を引いていることも示唆されている。
パンタクル
本書でメスロンの出自が明らかになった。彼は森の国シャンバラーの第2王子であったが、生まれながらに黒魔術に長けていたため忌み嫌われていた。9歳の時に魔術の実験と称して馬小屋を焼き尽くし、父王の馬を殺してしまったために幼くして追放の憂き目に遭ったのである。
しかし、父王の最期の言葉は「息子達を（メスロンを含めて）4人とも愛していた」であった。そしてメスロンの中にも望郷の念や兄弟への愛情は消えずに残っていた。彼の剣「鬼麻呂」は、弟ビナーの「鬼郎」と一対をなしている。
メスロンの父（セフィロト）と兄（ケテル）、弟（ビナー、ケセド）の名はセフィロトの樹とそれを構成するセフィラの一部に由来している模様。
パンタクル2
このころはバルカン修道院にて裕福で平和な暮らしを営んでおり、弟子を何人か抱えている。しかし魔法に頼りすぎたことで体力はすっかり衰えてしまっていた。また性格もかなりフランクなものになっている。
ティーンズ・パンタクル
舞台が現代日本であるためメスロンは厳密には居らず、本作の主人公・大島いずみの召喚によってとある男子生徒に憑依させる形で登場する。召喚されたメスロンは性能・性格的にはパンタクル登場時以降のメスロンである模様。

## パンタクル
あらすじ
シャンバラー国王セフィロトは鬼の呪いに斃れ、災いの根源「鬼哭谷」に軍勢を引き連れて向かった第3王子ビナーも還らなかった。第4王子ケセドは旅の医師ミンダルカムイとともに鬼哭谷に挑もうとするが、吊り橋が切れて医師だけが先行する形となる。断崖越しに必ず助けに行くと叫ぶケセドは知らなかった。ミンダルカムイの正体が、かつて国を追放された兄、第2王子メスロンであることを……。
概要
シリーズ第1作。主人公は高名な魔道士であり、剣を振るって戦うこともあるが、肉体は戦士に比べると脆弱である。そのため、野外を移動するたびに体力を消耗してしまう。また、能力値には運ポイントも設定されているが、スティーブ・ジャクソンの『ファイティング・ファンタジー』の運試しシステムをそのまま移入している。敵となる鬼の名前は緊那羅や摩睺羅伽のように仏教から取られている。
あとがきで述べられた本書の製作コンセプトは以下の3つ。
1. 単なる通路でしかない項目は極力減らす。
2. 主人公は天才魔法使いなので、最初から多彩な魔法を使える。ゲーム開始時にメスロンが取得している魔法は15種類で、冒険の中で新たな術を学ぶこともある。作風にあわせて魔法の名称はすべて漢字表記だが、敵の武器を加熱する「阿知地」（あちち）や防具を破壊する「魔防道風」（まぼうどうふう）のようにしゃれが効いたものが多い。
3. 新しい迷路のアイデアを盛り込む。著者の前作『ドルアーガの塔』や『スーパー・ブラックオニキス』で定番となったブロック迷路であるが、本作の最終ステージ「鬼門石窟」は一種の立体構造になっており、項目数を増やすことなく簡単な迷路を複雑化している。

万能章(パンタクル)システム
本作を象徴する、最も特徴的なシステム。「万能章」とは、その時点でのメスロンの使用可能な魔法一覧(初期は15種類)、及びそれを使用した際に飛ぶパラグラフ番号が記されている書籍付属の栞であり、書籍(改訂版ではレコードシート)から切り取って使用する。
メスロンが魔法を使う場合、まずその時点で読んでいたページに万能章を挟み、万能章に書かれた使用する魔法に対応したパラグラフへと飛ぶ。飛び先では「どこでその魔法を使用したか」を判定するための一覧表があり、先に万能章を挟んだページのパラグラフを確認し、その対応した番号部分の指示(多くの場合、新たな飛び先が示される)に従うことで使用した魔法の効果・結果が判明する。この万能章システムにより、作中ほぼ全ての場所で全ての魔法が使用できるにもかかわらず、必要なパラグラフ数は極力まで軽減されると言う工夫が成されている。
冒険中の魔力ポイントはさほど潤沢ではなく、使用状況にて有効ではない魔法を選んでしまうと単なる魔力ポイントの無駄遣いとなるばかりか、場合によっては窮地に陥ったり、即死させられるケースも珍しくないため、魔法は状況により(万能章自体の使用不使用の判断も含め)良く考えて選択しなければならない。
冒険中に新たな魔法を入手すると、万能章にもその魔法の名前とその飛び先を記すことが出来るが、そういった「新たな魔法」の習得にも魔法が必要であり、魔法ルールを熟読していない者には入手が難しい仕様となっている。
また、設定では「メスロンは万能章を失うと魔法が全く使えなくなる」となっており、本書においても使用した魔法に対応するパラグラフが万能章の栞以外には一切記載されていないため、遊び手がこの栞を無くした場合も魔法が使えなくなると言う、遊び手とメスロンをリンクさせた仕様となっている。
経験記号システム
本作では「経験値」と「記号チェック」を兼ねた「経験記号」システムが導入され、「物語の進行管理」と「経験値によるレベルアップ」を同時に処理する仕様となっている。
経験記号は全て「一文字の活字」で表され、敵を倒したときのみ得られる「漢字の経験記号」が8つたまるごとにメスロンの能力がレベルアップする。一度記した経験記号は二度目以降は記せないため、いわゆる「同じパラグラフの往復による無限レベルアップ」を防いでいる。ただしこの「一度記した」かどうかの判断の部分は遊び手の目視によるチェックでしかないため、チェック洩れにより同じ記号を数回記してしまうミスが発生する可能性がある(改訂版ではあらかじめレコードシートに作中登場する全ての経験記号が薄く印字されており、それをなぞって記すシステムを取っているため、この点は改善されている。また、経験値は漢字の記号を得た際に別個に記すようになっており、いちいち漢字記号の数を数えなくともレベルアップのタイミングが判りやすくなっている)。

### パンタクル1.01
2002年に創土社より刊行された改訂版。ゲーム内容はほぼ同じだが、一部の文章が修正されている。特に、当時まだ再刊されていなかった『ドルアーガの塔』との関係がぼかされている。
初版の表紙は簡素なものだったが、再版からは登場人物が居並ぶ華やかなものに変わっている。

## ティーンズ・パンタクル
あらすじ
全寮制の洋貝台学園に通う大島いずみには、2つの秘密があった。1つは、剣道の腕前を抑えて初段に留まっていること。もう1つは、霊能力を備えていることだった。そうして平凡な女の子としての生活を送っていたいずみの周りで、奇怪な事件が起き始める。すべてのきっかけは、美しき転校生・氷室京子がやってきたことだった……。
概要
シリーズ第2作だが、番外編にあたる。主人公は（刊行時の）現代日本の少女であり、メスロンの登場は中盤からになる。あとがきによれば、メスロン宛に贈られたラブレターやバレンタインチョコに対する「メスロンからのお返し」として執筆されたという。
なお、本作以降の鈴木直人作品は作中の文体が「主人公による一人称」で統一されている。
本書の製作コンセプトは以下の2つ。
おもしろけりゃいいじゃん
作中では1日ずつ時間が経過していくが、発生しなかったイベントは翌日に繰り延べになる。よって、最後まで無視し続けない限り、ほとんどすべてのイベントを体験できる(ただし物語前半は「スーパー・ブラックオニキス」のような日数制限があるため、規定日数以内に必要なイベントを正しくこなしていないとゲームオーバーとなってしまう)。このシステムを実現させるために、本作では主人公の体験を表す「記号」と、現在の状況を表す「数字」による、言わば二重のフラグ管理システムが導入されている。
しちめんどうくさいの嫌い
主人公はいくつも魔法を使ったりはしない。戦闘に際しては武器と霊力のどちらを用いるかを選ぶだけである（武器戦の「技量」「体力」にあたるポイントとして霊力戦用に「念力」「気力」が設定されている。また「技量」に「武器」ポイントを加えるように、「念力」に「超能力」ポイントを加えられるアイテムが存在する。）。また、経験値によるレベルアップも無く(ただしゲームオーバーになるたびに主人公の能力値を少しだけ強くすることが出来る)、迷路のマッピングも基本的には必要ない。

## パンタクル2
あらすじ
タバコを買いに出かけたメスロンは魔法の行使に必要なパンタクルを失くしてしまい、危うく行き倒れになりかけたところを、直立した猫のような森の妖精「ファジー族」に救われた。養生中のメスロンは、黒魔術を使うドルイド教団によって森の神殿から3冊の魔法の書が奪われたという話を聞かされる。助けてもらった礼として、メスロンはファジー族に代わってドルイド教団の本拠地アマルティアに潜入を試みるのだった。
概要
新たな魔法システムを導入。天才メスロンもドルイド教団の術は未修得なので、読者同様に一から使い方を学んでいくことになる。魔術戦を行う場合、現在の項目番号をメモした上で、それぞれの術で指定された番号に飛び、結果を照合する。どちらかの体力が尽きるまでこれを繰り返すことで勝敗を決める。なお、本来は未修得の術を行使した場合の結果も用意されているので、「最初からいくつかの術を知っている」という遊び方も可能である。
本書の製作コンセプトは「おもしろけりゃえーやんけ」である。二人称で書かれた『パンタクル』では寡黙だったメスロンも、一人称の本書ではあちこちで本音を漏らしており、さらに時おり作者の本音まで挿入される。

## 書誌情報
いずれも、著：鈴木直人 / 絵：虎井安夫
- 東京創元社
  - パンタクル
項目数 : 500 / 1989年 ISBN 4-488-90902-7
  - ティーンズ・パンタクル
項目数 : 400 / 1990年 ISBN 4-488-90903-5
  - パンタクル2
項目数 : 510 / 1991年 ISBN 4-488-90904-3
- 創土社
  - パンタクル1.01
項目数 : 500 / 2002年 ISBN 4-7893-0114-1